# Augusta de Cambridge
Titre
Grande duchesse consort de Mecklembourg-Strelitz
6 septembre 1860 – 30 mai 1904
(43 ans, 8 mois et 24 jours)

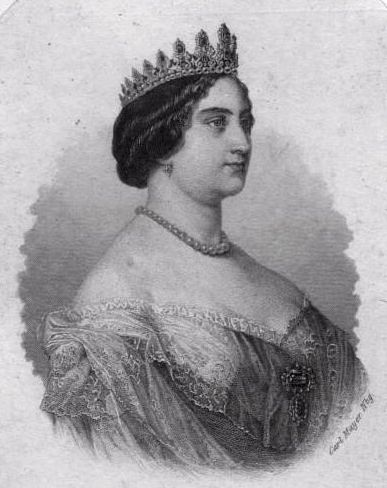
Augusta de Cambridge, 1863

Augusta Caroline de Hanovre, née le 19 juillet 1822 au Hanovre, morte le 5 décembre 1916 à Neustrelitz, est un membre de la famille royale britannique, petite-fille de George III du Royaume-Uni, tante de la reine Mary de Teck, cousine de la reine Victoria du Royaume-Uni et de la reine Louise de Danemark.

## Famille
Augusta de Cambridge est la fille du prince Adolphe de Cambridge, fils du roi George III du Royaume-Uni, et de la princesse Augusta de Hesse-Cassel, petite-fille de Frédéric II de Hesse-Cassel et de Marie de Grande-Bretagne.
Le 28 juin 1843, Augusta de Cambridge épousa Frédéric-Guillaume Ier, grand-duc de Mecklembourg-Strelitz au Palais de Buckingham à Londres.
Un enfant est né de cette union :
- Adolphe-Frédéric V de Mecklembourg-Strelitz (1848-1914) épouse en 1877 Élisabeth d'Anhalt (+1933).

## Biographie
Par son mariage, elle devint grande-duchesse héréditaire de Mecklembourg-Strelitz, et à la mort de son beau-père en 1860 elle devint grande-duchesse de Mecklembourg-Strelitz.
Augusta de Cambridge naquit au château de Monbrillant au Hanovre. Elle passa ses jeunes années au Hanovre où son père était vice-roi au nom de son frère George IV du Royaume-Uni.
Augusta de Cambridge avait un frère, Georges, duc de Cambridge, et une sœur, Marie-Adélaïde de Cambridge qui épousa le duc de Teck, François de Wurtemberg (Marie-Adélaïde est la mère de Mary de Teck, épouse de George V du Royaume-Uni).
Augusta de Cambridge passa la plupart de sa vie dans l'Empire allemand, mais maintint des liens étroits avec la famille royale britannique. Au palais de Kensington, elle fit de fréquentes visites à sa mère. En 1889, après le décès de sa mère, elle acquit une maison aux alentours de Buckingham, où elle passa une partie de l'année. En 1901, concernant l'étiquette et la tenue vestimentaire pour le couronnement d'Édouard VII du Royaume-Uni et d'Alexandra de Danemark, Henry Fitzalan-Howard, 15e duc de Norfolk consulta Augusta de Cambridge. Cette consultation était due à sa présence lors du couronnement de Guillaume IV du Royaume-Uni et d'Adélaïde de Saxe-Meiningen en 1830. Elle put également fournir des détails sur le couronnement de la reine Victoria du Royaume-Uni. Augusta de Cambridge fut très proche de sa nièce Mary de Teck, mais en raison de son grand âge elle ne put assister au couronnement qui eut lieu à l'abbaye de Westminster le 22 juin 1911.
Elle critiquait vivement la politique militariste de son fils. En 1899, sa petite-fille Jutta de Mecklembourg-Strelitz épouse le prince héritier de Monténégro. En 1908, son petit-fils Charles-Borwin de Mecklembourg-Strelitz en garnison à Metz, voulant défendre l'honneur de sa sœur dont le mari était ouvertement l'amant de l'infante Eulalie d'Espagne, provoque son beau-frère en duel. Il est tué par celui-ci. Il était à peine âgé de 19 ans. Son fils meurt le 11 juin 1914, quelques semaines avant le début de la Première Guerre mondiale. Son petit-fils devient grand-duc sous le nom d'Adolphe-Frédéric VI de Mecklembourg-Strelitz.
La grande-duchesse ne sera pas témoin du suicide de son petit-fils, ni de la défaite de l'Allemagne ou de la chute de la monarchie. Elle meurt en effet à l'âge de 94 ans le 5 décembre 1916 à Neustrelitz. Elle est inhumée à Mirow.

## Distinctions
- 17 juillet 1874 : dame grand-croix de l'ordre de Sainte-Catherine
- 1878 : dame de l'ordre de la Couronne d'Inde [1]
- 1er juillet 1889 : dame de l'ordre du Lion d'or
- Dame de l'ordre de Louise, première classe [2]